# Деревниця (заповідне урочище)
Деревни́ця — заповідне урочище місцевого значення в Україні. Розташоване в межах Заставнівського району Чернівецької області, на схід від села Репужинці. 
Площа 98 га. Статус надано згідно з рішенням виконавчого комітету Чернівецької обласної ради народних депутатів від 30.05.1979 року № 198. Перебуває у віданні ДП «Чернівецький лісгосп» (Кіцманське л-во, кв. 5 [крім вид. 4-6, 9 і 10]). 
Статус надано для збереження природного комплексу правобережної яруги Дністровського каньйону з відслоненнями корінних порід і джерелами (в тому числі з мінеральною водою), зі стрімкими урвищами у вигляді скелястих виступів та кам'яних нагромаджень. У рослинності переважають штучні деревостани з сосни звичайної і робінії звичайної. Близько третини території займають практично корінні грабово-дубові й умовно корінні дубово-грабові угруповання. Середній вік насаджень — близько 50 років, максимальний не перевищує 100 років. Нерідко трапляються клен гостролистий і явір. У підліску зростають: калина цілолиста, бруслина бородавчаста, глід, ліщина звичайна тощо. У трав'яному покриві трапляються рідкісні види: чемерник червонуватий, клокичка периста, підсніжник білосніжний, лілія лісова і булатка великоквіткова.